# Monika Vana

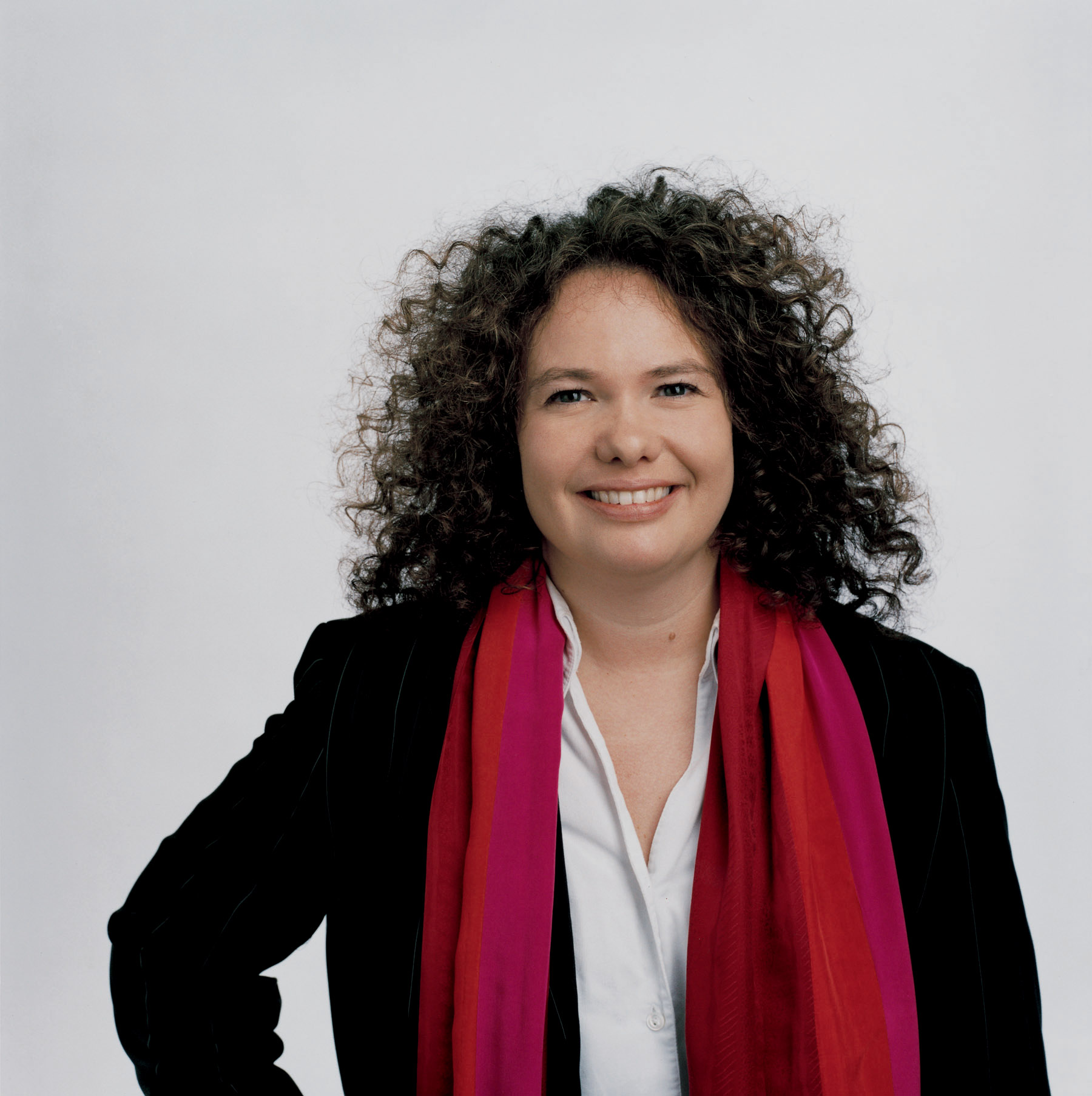
Monika Vana (etwa 2005)

Monika Vana (* 14. September 1969 in Wien) ist eine österreichische Politikerin (Grüne). Von November 2005 bis 2010 war Vana nichtamtsführende Stadträtin in Wien und Mitglied der Wiener Landesregierung. Von 2014 bis 2024 war sie Abgeordnete zum Europäischen Parlament.

## Berufliche und schulische Laufbahn
Monika Vana besuchte ab 1983 die Handelsakademie I der Wiener Kaufmannschaft und legte 1988 die Matura ab. Danach begann Vana ein Studium der Wirtschaftsinformatik an der Technischen Universität Wien, das sie 1992 mit dem Titel Mag.rer.soc.oec. abschloss. Zwischen 1990 und 1994 war sie zudem Stellvertretende Vorsitzende der Hochschülerschaft TU Wien und arbeitete als Journalistin zu europapolitischen Schwerpunktthemen. 1995 absolvierte sie das Post-Graduate „EU-Curriculum“ an der Verwaltungsakademie des Bundes und schloss 2000 ihr Doktoratsstudium der Sozial- und Wirtschaftswissenschaften ab.
Nach ihrem Studium arbeitete Vana zwischen 1992 und 1994 als Vorsitzende des EG-Informationsbüros und gab die Zeitschrift „EuropaKardioGramm“ heraus. Sie war danach zwischen 1994 und 1995 Europareferentin der Frauenministerin im Bundeskanzleramt und Mitglied des Beratenden Ausschusses für Chancengleichheit bei der Europäischen Kommission. Ab 1995 arbeitete sie als Europareferentin im Grünen Parlamentsklub, Universitätslektorin für Wirtschafts- und Europapolitik, war an EU-Forschungsprojekten beteiligt und nahm Forschungs-, Vortrags- und Publikationstätigkeit zu Europathemen wahr.

## Politische Laufbahn

### Politikerin in Wien
Monika Vana war zwischen 1998 und 2001 Vorstandsmitglied der Wiener Grünen und zwischen 2000 und 2001 Wiener Landessprecherin. 2001 wurde sie in den Wiener Landtag und Gemeinderat gewählt und war dort stellvertretende Klubobfrau des Grünen Klubs. Nach den Landtagswahlen 2005 wurde sie von den Grünen als nichtamtsführende Stadträtin nominiert. Sie nahm diese Funktion von 18. November 2005 bis 25. November 2010 wahr und war während dieser Zeit Mitglied der Wiener Landesregierung. Zwischen 2002 und 2010 war Vana zudem Sprecherin der Grünen Frauen Wien.
Ab dem 25. November 2010 bis Ende Juni 2014 war sie Abgeordnete zum Wiener Landtag sowie Mitglied des Gemeinderates der Stadt Wien.
Bei den rot-grünen Koalitionsverhandlungen nach der Wiener Gemeinderatswahl 2010 erreichte sie u. a. die Schaffung eines Gemeinderatsausschusses für europäische und internationale Angelegenheiten (GReiA) und die Einführung des Rederechts für EP-Abgeordnete im Wiener Gemeinderat und Landtag.
Vana bekleidete auch Funktionen (Mitglied des Hauptausschusses bzw. der Geschäftsführung) im Österreichischen Städtebund. Von 2020 bis 2024 war sie Vizepräsidentin der EBÖ (Europäische Bewegung Österreichs).

### Wechsel ins Europaparlament

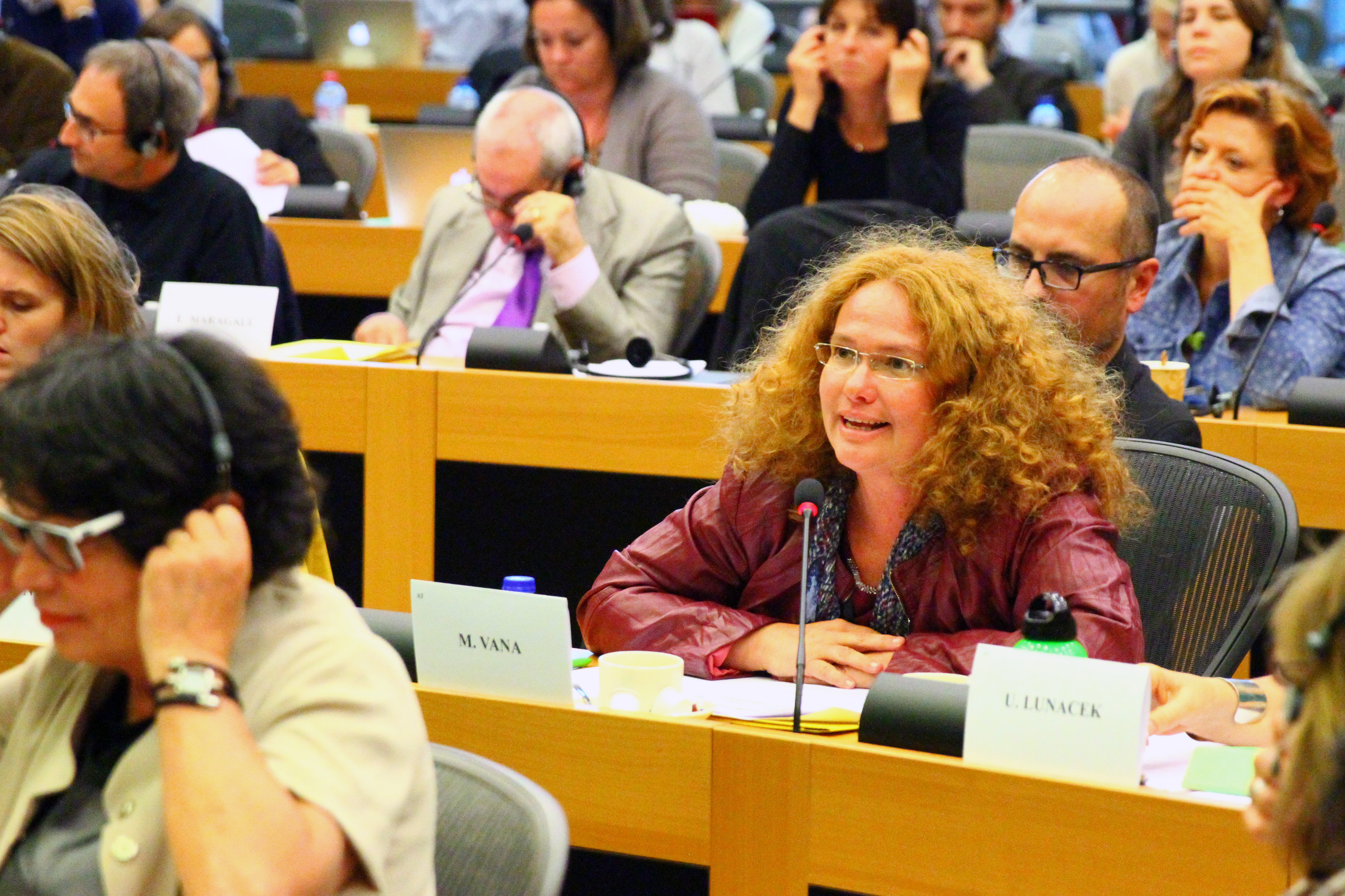
Monika Vana im Europäischen Parlament (2014)

Von 2009 bis 2012 war Monika Vana Mitglied des Vorstands (Committee) der Europäischen Grünen (EGP), bei denen sie sich, auch viele Jahre hindurch als Delegierte zum Council der EGP, für Gleichstellungspolitik und für Städtevernetzung einsetzte.
Für die Europawahl 2014 nominierte ihre Partei sie für den dritten Listenplatz hinter Ulrike Lunacek und Michel Reimon. Die Grünen gewannen 14,5 Prozent und damit drei der damals 18 österreichischen Mandate im Parlament. Vana zog daraufhin ins Europaparlament ein und trat dort mit ihren Kollegen Lunacek und Reimon der Fraktion Die Grünen/EFA bei. In der achten Legislaturperiode (2014–2019) war sie für ihre Fraktion Mitglied im Haushaltsausschuss sowie im Ausschuss für regionale Entwicklung. Des Weiteren war sie stellvertretendes Mitglied im Ausschuss für Beschäftigung und soziale Angelegenheiten sowie im Ausschuss für die Rechte der Frau und die Gleichstellung der Geschlechter.
Für die Europawahl 2019 trat Vana erneut an. Ursprünglich wollte sie auf dem zweiten Listenplatz kandidieren, verzichtete jedoch zugunsten der Politquereinsteigerin Sarah Wiener, und kandidierte auf dem dritten Platz hinter Werner Kogler und Wiener. Die Grünen verloren jedoch im Vergleich zur vorherigen Wahl leicht; sie errangen 2 der (damals) 18 österreichischen Mandate, Vana war damit nicht direkt eingezogen. Nach der Wahl gab jedoch Werner Kogler bekannt, auf das Mandat zu verzichten und stattdessen die österreichischen Grünen als Spitzenkandidat in die vorgezogene Nationalratswahl anzuführen. Dafür rückte Vana nach, sie trat erneut der Fraktion Die Grünen/EFA bei. In der neunten Legislaturperiode (2019–2024) übernahm sie die Delegationsleitung der österreichischen Grünen im EP und war für ihre Fraktion Mitglied im Ausschuss für regionale Entwicklung sowie stellvertretendes Mitglied im Haushaltsausschuss und Ausschuss für die Rechte der Frau und die Gleichstellung der Geschlechter.
Für die Europawahl 2024 verzichtete sie auf eine Kandidatur.
Vana ist Trägerin des Großen Silbernen Verdienstzeichens der Republik Österreich.